# شیخان‌داغ
شیخان‌داغ (به ترکی آذربایجانی: Şixandağ) یک منطقهٔ مسکونی در جمهوری آذربایجان است که در شهرستان قبوستان واقع شده‌است.